# ATC kod C10
ATC kod C10 Lipid modifikujući agensi su terapeutska podgrupa sistema za anatomsko terapeutsko hemijsku klasifikaciju. Ovaj sistem alfanumeričkih kodova je razvio  za klasifikaciju lekova i drugih medicinskih proizvoda.  Podgrupa C10 je deo anatomske grupe C Kardiovaskularni sistem.

Kodovi za veterinarsku upotrebu (ATCvet kodovi) se mogu formirati stavljanjem slova Q ispred humanih ATC kodova: QC10... 
Nacionalna izdanja ATC klasifikacije mogu da obuhvataju dodatne kodove koji nisu prisutni na ovoj listi.

### C10AA InhibitoriHMG CoA reduktaze
C10AA01 Simvastatin
C10AA02 Lovastatin
C10AA03 Pravastatin
C10AA04 Fluvastatin
C10AA05 Atorvastatin
C10AA06 Cerivastatin
C10AA07 Rosuvastatin
C10AA08 Pitavastatin

### C10ABFibrati
C10AB01 Klofibrat
C10AB02 Bezafibrat
C10AB03 Aluminijum klofibrat
C10AB04 Gemfibrozil
C10AB05 Fenofibrat
C10AB06 Simfibrat
C10AB07 Ronifibrat
C10AB08 Ciprofibrat
C10AB09 Etofibrat
C10AB10 Klofibrid
C10AB11 Holin fenofibrat

### C10AC Sekvestrantižučne kiseline
C10AC01 Kolestiramin
C10AC02 Kolestipol
C10AC03 Kolekstran
C10AC04 Kolesevelam

### C10AD Nikotinska kiselina i derivati
C10AD01 Niceritrol
C10AD02 Nikotinska kiselina
C10AD03 Nikofuranoza
C10AD04 Aluminijum nikotinat
C10AD05 Nikotinil alkohol (piridilkarbinol)
C10AD06 Acipimoks
C10AD52 Nikotinska kiselina, kombinacije

### C10AX Drugi modifikujući agensi lipida
C10AX01 Dekstrotiroksin
C10AX02 Probucol
C10AX03 Tiadenol
C10AX05 Meglutol
C10AX06 Omega-3-trigliceridi
C10AX07 Magnezijum piridoksal 5-fosfat glutamat
C10AX08 Polikozanol
C10AX09 Ezetimib
C10AX10 Alipogen tiparvovek
C10AX11 Mipomersen

## C10B Lipidni modifikujući agensi, kombinacije

### C10BA Inhibitorireduktaze u kombinaciji sa drugim modifikujućim agensima lipida
C10BA01 Lovastatin i nikotinska kiselina
C10BA02 Simvastatin i ezetimib
C10BA03 Pravastatin i fenofibrat

### C10BX Inhibitorireduktaze, druge kombinacije
C10BX01 Simvastatin i acetilsalicilna kiselina
C10BX02 Pravastatin i acetilsalicilna kiselina
C10BX03 Atorvastatin i amlodipin
C10BX04 Simvastatin, acetilsalicilna kiselina i ramipril